# Saint-André-en-Bresse
Saint-André-en-Bresse är en kommun i departementet Saône-et-Loire i regionen Bourgogne-Franche-Comté i östra Frankrike. Kommunen ligger i kantonen Montret som tillhör arrondissementet Louhans. År 2022 hade Saint-André-en-Bresse 129 invånare.

## Befolkningsutveckling
Antalet invånare i kommunen Saint-André-en-Bresse
| Referens: INSEE |